# 良好生产规范
《良好生产规范》（英語：Good Manufacturing Practice，GMP）是指食物、药品、医疗器械、化妆品等生产和质量管理的法规。世界卫生组织于1975年11月正式公布GMP标准，台灣亦將之納入管制規範。国际上药品的概念包括兽药，只有中華人民共和國和澳大利亚等少数几个国家是将人用药GMP和兽药GMP分开的。除去GMP，还有多种GxP（“良好某某规范”）。

## 中国大陆
目前，中国大陆血液製品、粉針劑、大容量注射劑、小容量注射劑生產企業全部按GMP標準進行，已通過GMP認證的企業可以在藥品認證管理中心查詢。

### 藥品GMP認證檢查評定標準
1. 藥品GMP認證檢查項目共259項，其中關鍵項目（條款號前加「*」）92項，一般項目167項。
2. 藥品GMP認證檢查時，應根據申請認證的範圍確定相應的檢查項目,並進行全面檢查和評定。
3. 檢查中發現不符合要求的項目統稱為「缺陷項目」。其中，關鍵項目不符合要求者稱為「嚴重缺陷」，一般項目不符合要求者稱為「一般缺陷」。
4. 缺陷項目如果在申請認證的各劑型或產品中均存在，應按劑型或產品分別計算。
5. 在檢查過程中，企業隱瞞有關情況或提供虛假材料的，按嚴重缺陷處理。檢查組應調查取證並詳細記錄。
6. 結果評定
  1. 未發現嚴重缺陷，且一般缺陷≦20%，能夠立即改正的,企業必須立即改正；不能立即改正的,企業必須提供缺陷整改報告及整改計劃，方可通過藥品GMP認證。
  2. 嚴重缺陷或一般缺陷>20%的，不予通過藥品GMP認證。[2]

### 人用藥
1988年在中國大陆由中華人民共和國衛生部發佈，稱為《藥品生產質量管理規範》，後幾經修訂，最新的為2010年修訂版。

### 獸藥
中國大陆獸藥行業GMP是在20世紀80年代末開始實施。1989年中华人民共和国农业部頒發了《獸藥生產質量管理規範（試行）》，1994年又頒發了《獸藥生產質量管理規範實施細則（試行）》。1995年10月1日起，凡具備條件的藥品生產企業（車間）和藥品品種，可按申請藥品GMP認證。取得藥品GMP認證證書的企業（車間），在申請生產新藥時，衛生行政部門予以優先受理。迄至1998年6月30日，未取得藥品GMP認證的企業（車間），衛生行政部門將不再受理新藥生產申請。
2002年3月19日，農業部修訂發佈了新的《獸藥生產質量管理規範》（簡稱《獸藥GMP規範》）。同年6月14日發佈了第202號公告，規定自2002年6月19日至2005年12月31日為《獸藥GMP規範》實施過渡期，自2006年1月1日起強制實施。

## 香港
GMP在香港被譯為「生產質量管理規範標準」，香港所有西藥製造廠必須擁有GMP認證，而中成藥製造則處於過渡期，根據香港中醫藥委員會，截至2015年4月23日，中成藥製造商數目為277間，其中14間已獲中藥組發出「製造商證明書（中成藥生產質量管理規範）」
中成藥GMP藥廠
1. 香港陳老二藥廠有限公司
2. 和興白花油藥廠有限公司
3. 香港生物科技研究院有限公司
4. 維特健靈大藥廠
5. 香港康恩堂製藥廠有限公司
6. 北京同仁堂國藥有限公司
7. 位元堂藥廠有限公司
8. 歐化藥業
9. 香港紫花油大藥廠有限公司
10. 保心安藥廠有限公司
11. 京都念慈菴總廠有限公司
12. 李眾勝堂(集團)有限公司
13. 京都養生堂製藥廠有限公司
14. 嶺南藥廠(香港)有限公司

## 台灣
GMP是Good Manufacturing Practice的縮寫，中譯是「良好作業規範」或「優良製造標準」的意思，是特別注重產品在製造過程中之品質及衛生安全的自主性管理制度。在台灣，因為GMP應用在食品製造的管理上，所以稱為「食品GMP」或「FGMP」。
食品GMP認證自1989年起，在台灣推行已有多年，截至2009年2月底為止，總計已有超過400條生產線及3千多項產品通過食品GMP認證，目前共有27個種類的產品可以申請食品GMP認證，包括飲料、烘焙食品、食用油脂、乳品、粉狀嬰兒配方食品、醬油、食用冰品、麵條、糖果、即食餐食、味精、醃漬蔬果、黃豆加工食品、水產加工食品、冷凍食品、罐頭食品、調味醬類、肉類加工食品、冷藏調理食品、脫水食品、茶葉、麵粉、精製糖、澱粉糖類、酒類、機能性食品及其他一般食品等27項。
2014年台灣餿水油事件中，販賣劣質豬油的強冠公司有GMP认证，于是导致包括其他GMP企业在内的用家错信此油，造成极大影响。实际上，強冠公司的GMP仅是对12种个别产品认证，涉事「全統香豬油」并不在此列。当时的台湾GMP認證系统分厂商、货品兩大類分开操作，会导致非GMP廠卻給GMP微笑標章的张冠李戴的情况，干扰下游GMP企业的信任链条。另有学者质疑，FGMP自2000年由初期之「政府推動階段」轉型為「政府與民間推動階段」，其理監事或董監事會都是由各大食品公司組成，有「球員兼裁判」之嫌。
另一方面義美等公司則未參與GMP，其稱GMP被大廠把持而未納入消費者團體、中小企業或攤商。
對於食安事件爆發後一連串質疑，經濟部工業局官員表示，事實上從2014年4月開始GMP協會理事長改成學者專家擔任，2014年8月時，時任理事長為海洋大學食品科學系教授孫寶年；而孫於2014年8月時指出，現在許多業者都屬於智慧型犯案，如果沒有貨料源頭管理，很容易被矇騙。並提前於2015年1月1日實施新制，若原GMP廠產品無法全數驗證，其GMP資格將被取消，跟舊制只要部份產品有GMP認證即可取得資格不同。2015年6月，GMP由經濟部工業局正式移轉給民間台灣優良食品發展協會並更名為台灣優良食品（TQF）。